# Grand Noir de la Calmette

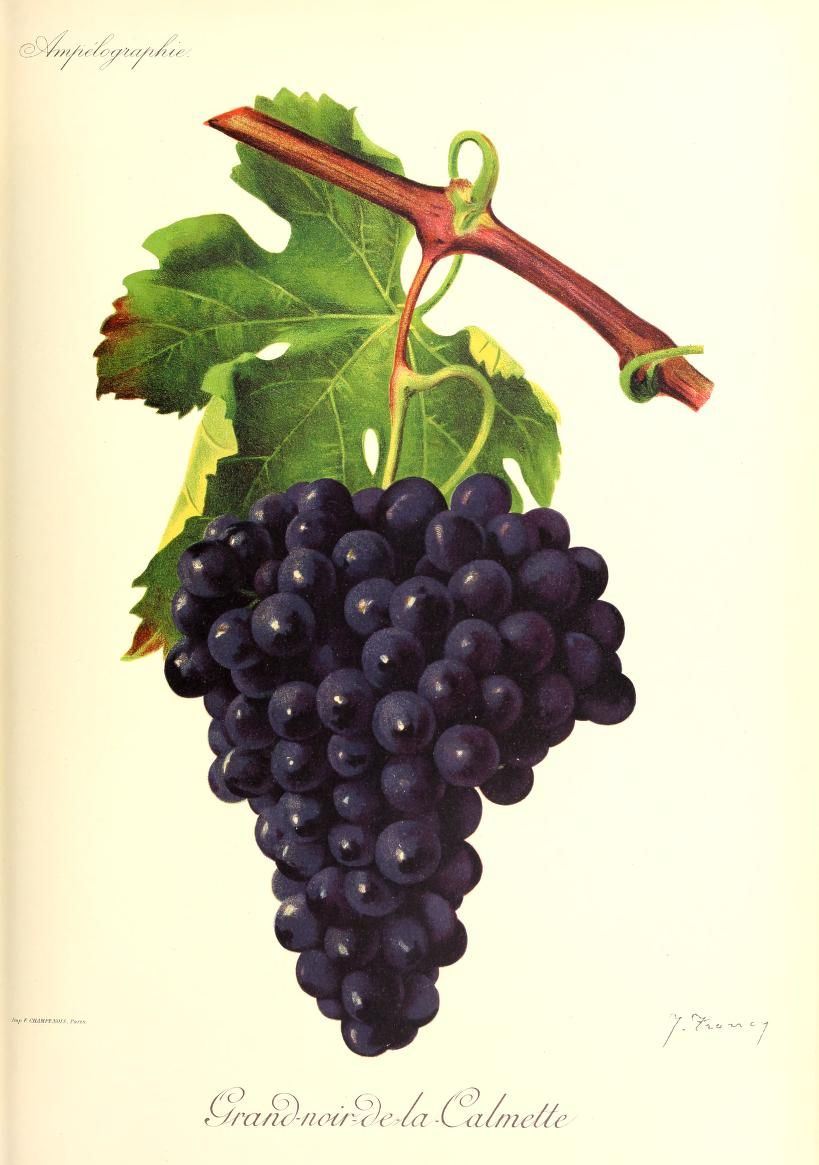
Grand Noir de la Calmette

Grand Noir de la Calmette ist eine Rotweinsorte. Sie ist eine Neuzüchtung zwischen den Sorten Petit Bouschet und Aramon. Die Kreuzung erfolgte 1855 durch den französischen Züchter Henri Bouschet de Bernard. Sie war in Frankreich bis in die 1920er-Jahre stark verbreitet und wies in ihren besten Zeiten eine bestockte Rebfläche von 31.000 Hektar auf. Heute wird sie nur mehr in kleinen Mengen in den französischen Bereichen Midi und Cognac (ca. 460 Hektar), in Portugal (ca. 1050 Hektar), den Vereinigten Staaten (im Weinbaugebiet Sonoma Valley AVA) und Australien kultiviert. Im spanischen Bereich Valdeorras in Galicien ist sie unter dem Namen Gran Negro bekannt. Die weltweite Verbreitung wird zurzeit auf ca. 12.000 Hektar geschätzt. Die ertragreiche, aber gegen den Echten und Falschen Mehltau anfällige Sorte erbringt mäßige Rotweine mit geringem Alkoholgehalt und kaum Struktur.
Siehe auch: Weinbau in Frankreich, Weinbau in Portugal, Weinbau in den Vereinigten Staaten und Weinbau in Australien sowie Liste von Rebsorten.
Abstammung: Petit Bouschet x Aramon

## Synonyme
Die Rebsorte Grand Noir de la Calmette ist auch unter den Namen Baga, Galliko, Gkranoba, Gkiobrek Kara, Grand Chernyi, Gran Negro, Granoir, Granua, Gros Producteur, Sumo Tinto, Tinta Fina, Tinta Francesa und Tinturao bekannt.